# Spilopteron pyrrhonae
Spilopteron pyrrhonae är en stekelart som beskrevs av Kusigemati 1981. Spilopteron pyrrhonae ingår i släktet Spilopteron och familjen brokparasitsteklar. Inga underarter finns listade i Catalogue of Life.